# (644) Козима
(644) Козима (нем. Cosima) — астероид главного пояса, который относится к спектральному классу S. Он был открыт 7 сентября 1907 года немецким астрономом Августом Копффом в Гейдельбергской обсерватории и назван в честь Козимы Вагнер, супруги и музы немецкого композитора Рихарда Вагнера.